# Szabolcsi Gertrúd
Szabolcsi Gertrúd (Nagyvárad, 1923. január 26. – Budapest, 1993. március 28.) állami díjas magyar biokémikus, enzimológus, a biológiai tudományok doktora, a Magyar Tudományos Akadémia rendes tagja. A biokémián belül fő kutatási területe az enzimek működésének funkcionális vizsgálata volt, nevéhez fűződik az enzimszerkezet dinamikus jellegének feltárása. Születési neve: Fischer Anna Gertrúd, első házassága révén Szabolcsi Lászlóné, második férje után Straub F. Brunóné, de tudósi névként, tudományos közleményekben az első férje vezetéknevét és születési nevének második keresztnevét használta.

## Életútja
Magánúton végezte a középiskolát Kolozsváron, majd 1941-től 1944-ig kelmefestőként, vegytisztítóként dolgozott. Az 1944. márciusi német megszállást követően, zsidó származása miatt, koncentrációs táborba hurcolták, ahonnan 1945-ben tért haza. 1945-ben a kolozsvári I. Ferdinánd Király Tudományegyetemen kezdte meg felsőfokú tanulmányait, majd 1947-től a budapesti Pázmány Péter Tudományegyetem kémia–fizika szakán tanult tovább. 1949-ben szerezte meg vegyészi oklevelét. 1948-tól az egyetem általános kémiai tanszékén volt díjtalan, 1949–1950-ben díjas gyakornok. 1950-ben kinevezték az MTA Biokémiai Intézetének tudományos munkatársává, de alig egy év után otthagyta az intézetet, és 1951–1953-ban a Magyar Tudományos Akadémia elnöki osztályát vezette. 1953-tól ismét az MTA Biokémiai Intézetében dolgozott, 1954 után mint megbízott, 1958 és 1972 között mint kinevezett igazgatóhelyettes. Időközben megszerezte a biológiai tudományok kandidátusa (1958), majd doktora (1964) tudományos fokozatot. 1959-ben három hónapos svédországi, 1964–1965-ben féléves amerikai tanulmányúton járt, de dolgozott Franciaországban is. 1972 után tudományos tanácsadói, majd 1991-es nyugdíjazását követően kutatóprofesszori minőségében segítette a Karolina úti, 1979 utáni nevén MTA SZBK Enzimológiai Intézetben folyó kutatómunkát.
Első férje Szabolcsi László volt, házasságukból született leányuk Szabolcsi Anna (1953) nyelvész. Második férje Straub F. Brunó (1914–1996) biokémikus, 1988 és 1989 között a Magyar Népköztársaság Elnöki Tanácsának utolsó elnöke volt, akivel 1972-ben kötöttek házasságot. Férje és ő fogadta 1989. július 11-én az amerikai elnökök közül elsőként Magyarországra látogató George H. W. Busht és feleségét, Barbara Bush first ladyt.

## Munkássága
Fő kutatási területe az 1950-es években kibontakozó molekuláris enzimológiához kapcsolódóan az enzimek szerkezetének funkcionális vizsgálata, az enzimek – és általában a fehérjék – felépítése és működése közötti összefüggések feltárása volt. Nevéhez fűződik a proteolízis (proteázokkal katalizált fehérjebontás) bevezetése az enzimek és fehérjék finomszerkezetének vizsgálatába, emellett kísérletes úton bizonyította, hogy az enzimek egyes szerkezeti elemei motilitási képességgel rendelkeznek. Enzimkinetikai kutatásai során a proteolitikus bontás mellett behatóan tanulmányozta az enzimek kémiai módosításának egyéb lehetőségeit is, s feltárta az ezek nyomán az enzimek térszerkezetében és hatásmechanizmusában fellépő módosulásokat. Ez irányú vizsgálatainak eredményeként feltárta az erjedésben fontos szerepet játszó trióz-foszfát-dehidrogenáz (GAPD) szerkezetét és működését, továbbá sikeresen lokalizálta a sejten belüli glikolitikus enzimeket. Elsőként írta le az aldoláz részleges proteolízisét, amelynek során az enzim aktivitása egy részletének lehasítása, lebontása után is megmarad, ezzel az enzimaktivitás (motilitás) jelenségének jobb megértéséhez járult hozzá.
1967-től 1990-ig szerkesztőbizottsági tagja volt az Acta Biochimica et Biophysica című akadémiai szakfolyóiratnak.

### Társasági tagságai és elismerései
1967-ben a Magyar Tudományos Akadémia levelező, 1979-ben rendes tagjává választották, 1961-től 1965-ig a biokémiai bizottság titkári teendőit látta el. 1981-től 1986-ig elnöke volt a Magyar Biokémiai Egyesületnek.
Az enzimszerkezet és -működés közötti összefüggések felderítéséért 1961-ben Elődi Pállal, Dévényi Tiborral és Keleti Tamással megosztva Akadémiai Díjat nyert, további enzimológiai kutatási eredményeikért 1973-ban Dévényi Tiborral és Sajgó Mihállyal megosztva megkapták az Állami Díj második fokozatát. Emellett kitüntetettje volt a Magyar Népköztársasági Érdemérem arany fokozatának (1952), a Szocialista Munkáért érdeméremnek (1960) és a Munka Érdemrend arany fokozatának (1970, 1982).

### Főbb művei
- Strukturelle Grundlagen der biologischen Funktion der Proteine. Budapest: Akadémiai. 1969.   (Dévényi Tiborral, Elődi Pállal és Keleti Tamással)
- Enzimszerkezet, enzimek lokalizációja.  A Magyar Tudományos Akadémia Biológiai Csoportjának Közleményei,  XXI. évf.  1–2. sz. (1981)   19–34. o.
- Enzimes analízis. Szerk. Szabolcsi Gertrúd. Budapest: Akadémiai. 1991.